# Dendrobates opisthomelas
Dendrobates opisthomelas (tiếng Anh: Andean Poison Frog - "ếch độc Andes") là một loài ếch thuộc họ Dendrobatidae.
Đây là loài đặc hữu của Colombia.
Môi trường sống tự nhiên của chúng là vùng núi ẩm nhiệt đới hoặc cận nhiệt đới.
Chúng hiện đang bị đe dọa vì mất môi trường sống.